# Спортен комплекс „Никола Щерев – Старика“
Спортен комплекс „Никола Щерев – Старика“ е футболен комплекс, намиращ се в Коматево, Пловдив, България. От 2013 до 2023 година е стадион на ПФК „Ботев“ (Пловдив), докато се изгражда новият стадион „Христо Ботев“ (Колежа). Към 2024 година комплексът служи като тренировъчен комплекс за отбора, дом на младежкия и втория отбор на тима.
От 2023 година на стадиона домакинските си мачове играе и ФК „Крумовград“ поради невъзможност да играе на стадиона в Крумовград.
Комплексът разполага с 6 футболни игрища, две от които са с изкуствена трева. Останалите четири игрища са с естествена трева, а три от тях са със стандартни размери. До един от терените е изградена трибуна за 1998 зрители, състояща се от две нива. На първото ниво се намират две съблекални, фитнес зала, тренировъчни зали, стаи за реферите, складове, докторски кабинет, масажна зала и зала за пресконференции. На второто ниво са изградени фен магазин и кафене. Към комплекса има изградена и хотелска част.
През 2016 година, за да изпълни лицензионните критерии на БФС, клубът закупува четири стълба за прожектори, които след това са разположени около официалния терен.
До юли 2023 година комплексът носи името „Ботев 1912“, а след това е преименуван на легендата на клуба – Никола Щерев – Старика.
През 2017 година комплексът е даван под наем на ФК „Марица“ Пловдив, докато стадионът на отбора чака лицензиране за професионални мачове.